# Дедерштедт
Дедерштедт (нем. Dederstedt) — деревня в Германии, в земле Саксония-Анхальт, входит в район Мансфельд-Зюдгарц в составе коммуны Зегебит-Мансфельдер.
Население составляет 425 человек (на 31 декабря 2009 года). Занимает площадь 8,67 км².

## История
Впервые упоминается в 1127 году.
До лета 2010 года Дедерштедт имела статус общины (коммуны). 1 сентября 2010 года вместе с рядом других населённых пунктов вошла в состав новой общины Зеегебит-Мансфельдер-Ланд.

## Достопримечательности
Церковь святой Сусанны, известная с 1230 года. Построена в позднероманском стиле.

## Галерея

Дедерштедт на карте коммуны
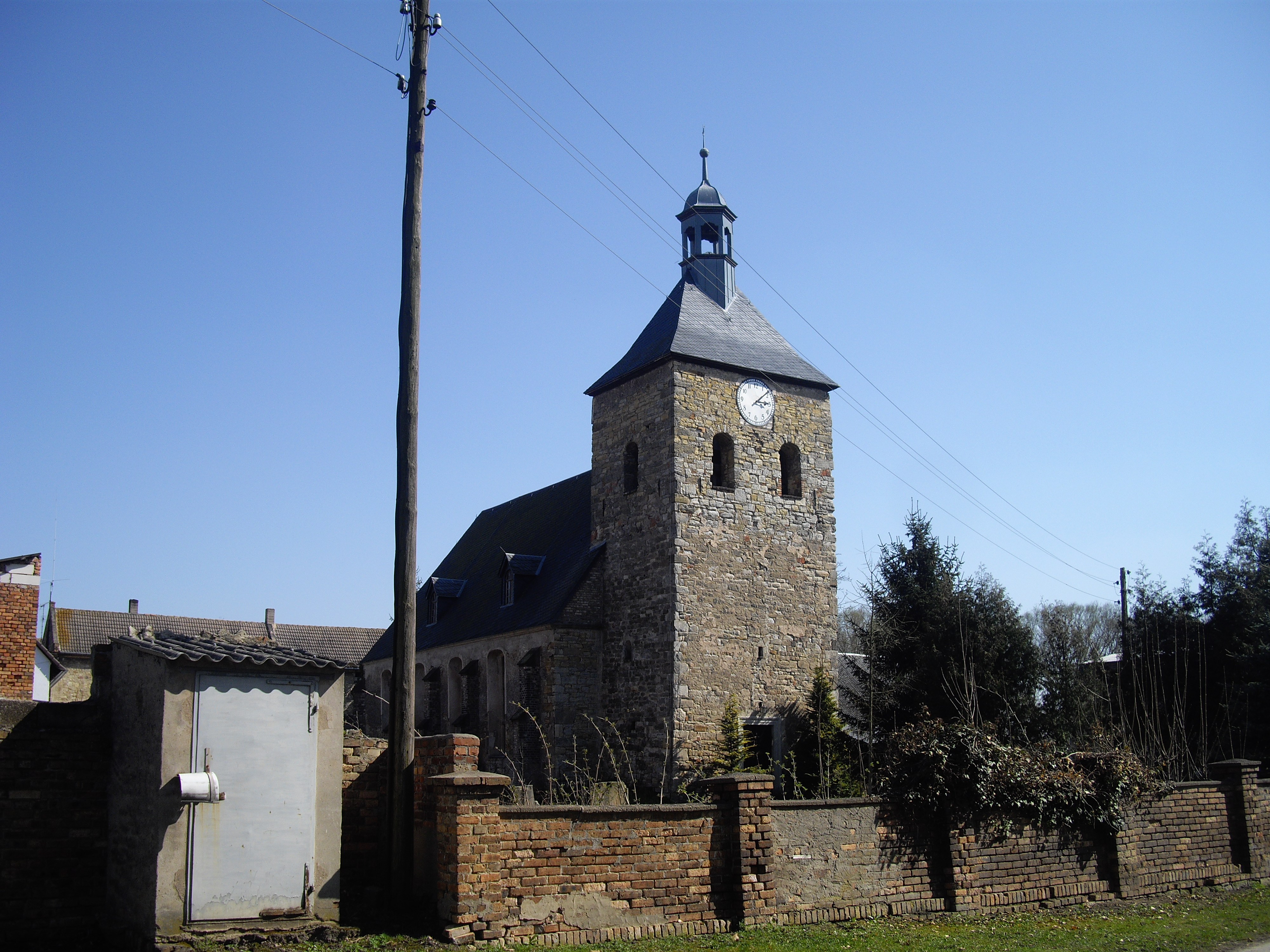
Церковь в Дедерштедте
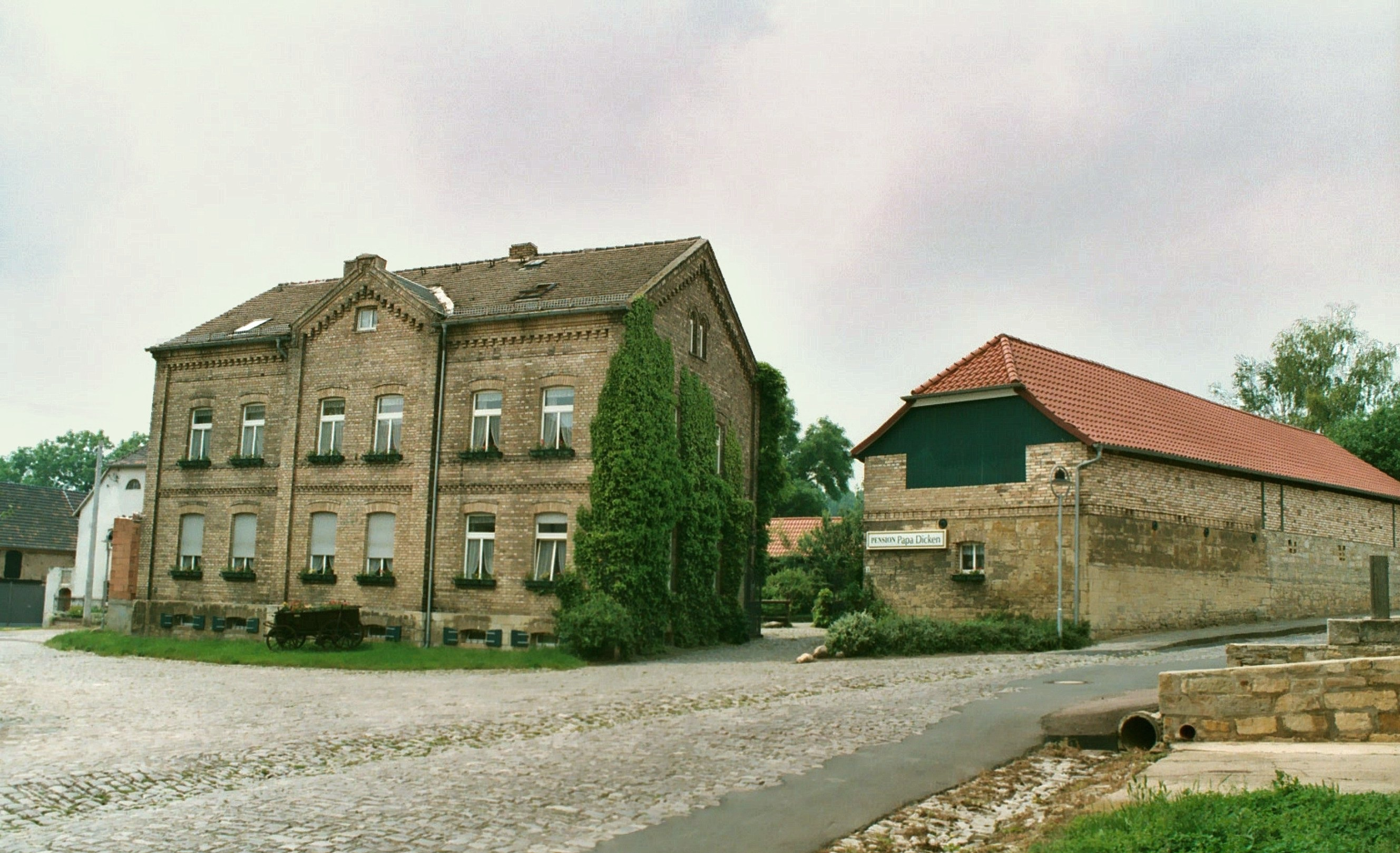
Дом престарелых
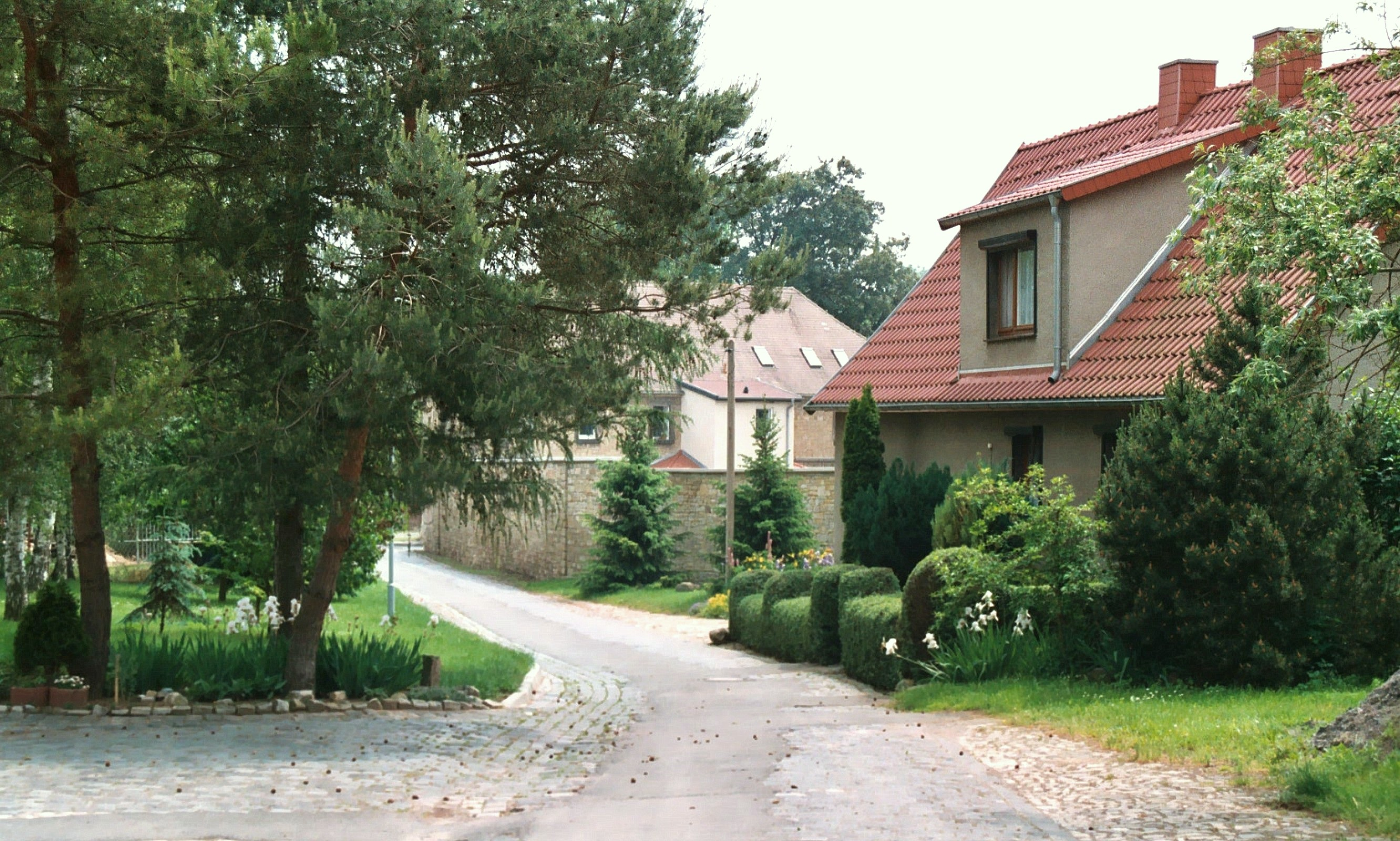
Улочка в Дедерштедте